# Dennis Boyd
Dennis Boyd (Portsmouth, Virginia, 21 de mayo de 1954) es un exjugador de baloncesto estadounidense que disputó una temporada en la NBA. Con 1,85 metros de estatura, jugaba en la posición de base.

## Trayectoria deportiva

### Universidad
Jugó cuatro temporadas con los Titans de la Universidad de Detroit Mercy, en las que promedió 7,5 puntos, 5,2 asistencias y 1,8 rebotes por partido.

### Profesional
Fue elegido en la septuagésimo segunda posición del Draft de la NBA de 1977 por New Orleans Jazz, pero fue despedido antes del comienzo de la competición. Al año siguiente fichó como agente libre por los Detroit Pistons, donde únicamente disputó cuatro partidos, en los que promedió 1,2 puntos y 1,4 asistencias.

## Estadísticas de su carrera en la NBA

### Temporada regular
| Temporada | Edad | Equipo          | Liga | P | TIT | MIN | TC  | TCA | %TC  | 3P | 3PA | %3P | TL  | TLA | %TL | R.OF. | R.DEF. | REB | ASIS | ROB | TAP | PER | FP  | PTS |
| 1978-79   | 24   | Detroit Pistons | NBA  | 5 |     | 8.0 | 0.6 | 2.4 | .250 |    |     |     | 0.0 | 0.0 |     | 0.0   | 0.4    | 0.4 | 1.4  | 0.0 | 0.0 | 1.2 | 1.0 | 1.2 |
| Total     |      |                 | NBA  | 5 |     | 8.0 | 0.6 | 2.4 | .250 |    |     |     | 0.0 | 0.0 |     | 0.0   | 0.4    | 0.4 | 1.4  | 0.0 | 0.0 | 1.2 | 1.0 | 1.2 |